# Fußballvereinigung an der Unterweser
Die Fußballvereinigung an der Unterweser (FadU) war ein lokaler Fußballverband für die an der Wesermündung gelegenen Ortschaften Lehe, Bremerhaven und Geestemünde und wurde am 10. Juli 1903 gegründet. Er schloss sich dem Verband Bremer Fußball-Vereine als Unterbezirk an und ging nach 1906 im Bezirk VIII (Bremen) des Norddeutschen Fußball-Verbandes auf.

## Geschichte
Ab 1902/03 gab es im Verband Bremer Fußball-Vereine (VBFV) einen Unterbezirk Unterweser. Am 10. Juli 1903 wurde in Bremerhaven von sieben Vereinen die Fußballvereinigung an der Unterweser gegründet, die sich den VBFV anschloss. Im später gegründeten Norddeutschen Fußball-Verband war der Verband Bremer Fußball-Vereine bis 1907 für die Vereine aus Bremen, Bremerhaven (Unterweser), Wilhelmshaven (Verband Wilhelmshavener Ballspielvereine) und Oldenburg (Verband Oldenburger Ballspielvereine) zuständig.
1904/05 gab es in Bremen ein Spiel zwischen den Meistern der Bezirke Unterweser und Oldenburg, welches der FC Bremerhaven-Lehe mit 5:3 gegen den FC Osternburg gewann. 1905/06 gab es zwei Spiele zwischen den Meistern der Bezirke Unterweser und Oldenburg, welche der FC Bremerhaven-Lehe mit 3:1 und 6:5 gegen den FC Oldenburg gewann. Im Endspiel der Bezirksmeister des VBFV verlor der FC Bremerhaven-Lehe gegen FV Werder Bremen mit 1:4.
In der Saison 1905/06 wird letztmals eine Meisterschaft durch die Fußballvereinigung an der Unterweser organisiert, der danach im Bezirk VIII (Bremen) des Norddeutschen Fußball-Verbandes aufging. Ab 1912 gab es einen eigenen Bezirk XI (Unterweser).

## Meister der Fußballvereinigung an der Unterweser
- Saison 1903/04:
  - A-Klasse: FC 1900 Geestemünde

- Saison 1904/05:
  - A-Klasse: FC Bremerhaven-Lehe 1899

- Saison 1905/06:
  - A-Klasse: FC Bremerhaven-Lehe 1899